# Axyl OS
Axyl OS es una distribución de Linux localizada en Filipinas centrada en los gestores de ventanas en mosaico (Tiling Window Managers): i3wm, bspwm, dwm, xmonad, Qtile, Spectrwm y Leftwm.
Está basada en Arch Linux, y posee a Pacman como gestor de paquetes.

## Características
- Aunque posee a i3wm por defecto, también posee como opciones de instalación: bspwm, dwm, XMonad, Qtile, leftwm y spectrwm[10]

- Como instalador del sistema posee a Calamares.[11]

- Al ser derivado de ArcoLinux, que es una Distribución Linux derivada de Arch Linux, su gestor de paquetes es Pacman.[12]

## Algunas de las aplicaciones que se pueden encontrar en Axyl OS
Se pueden encontrar más de 870 paquetes de software en Axyl OS. Entre muchas de ellas se encuentran las siguientes aplicaciones:
- Firefox: Como navegador web.
- Thunar: Como gestor de archivos.
- PCManFM: Como gestor de archivos.
- Terminal Xfce4-terminal: Emulador de terminal
- Alacritty: Emulador de terminal
- Calamares: Instalador de sistema.
- Geany: Editor de texto.
- Ranger: Administrador de archivos de (interfaz de texto).
- ImageMagick: Utilidades de línea de comandos para manipular imágenes.
- LXDM, el display manager de LXDE

## Galería

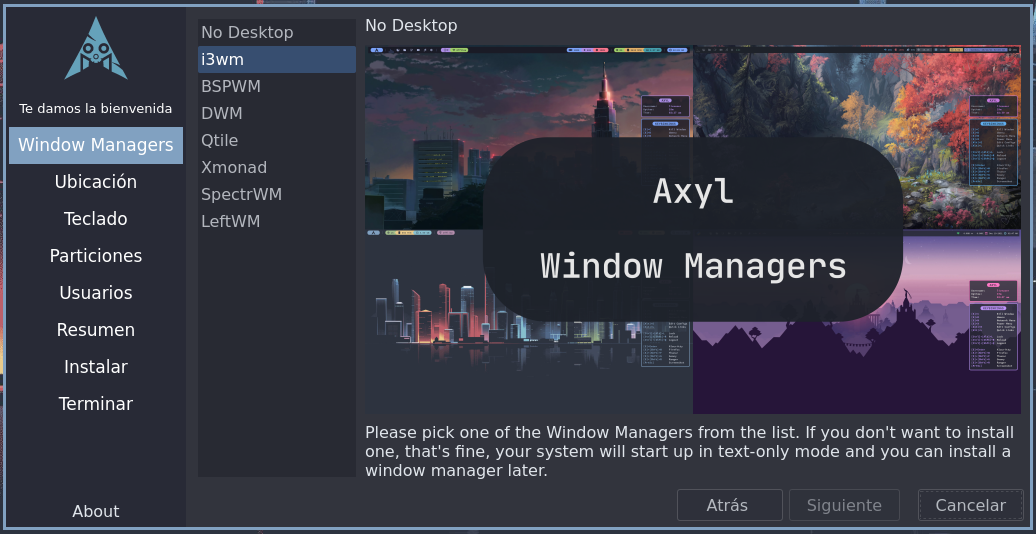
Axyl OS - Instalador de sistema Calamares mostrando los gestores de ventanas en mosaico disponibles
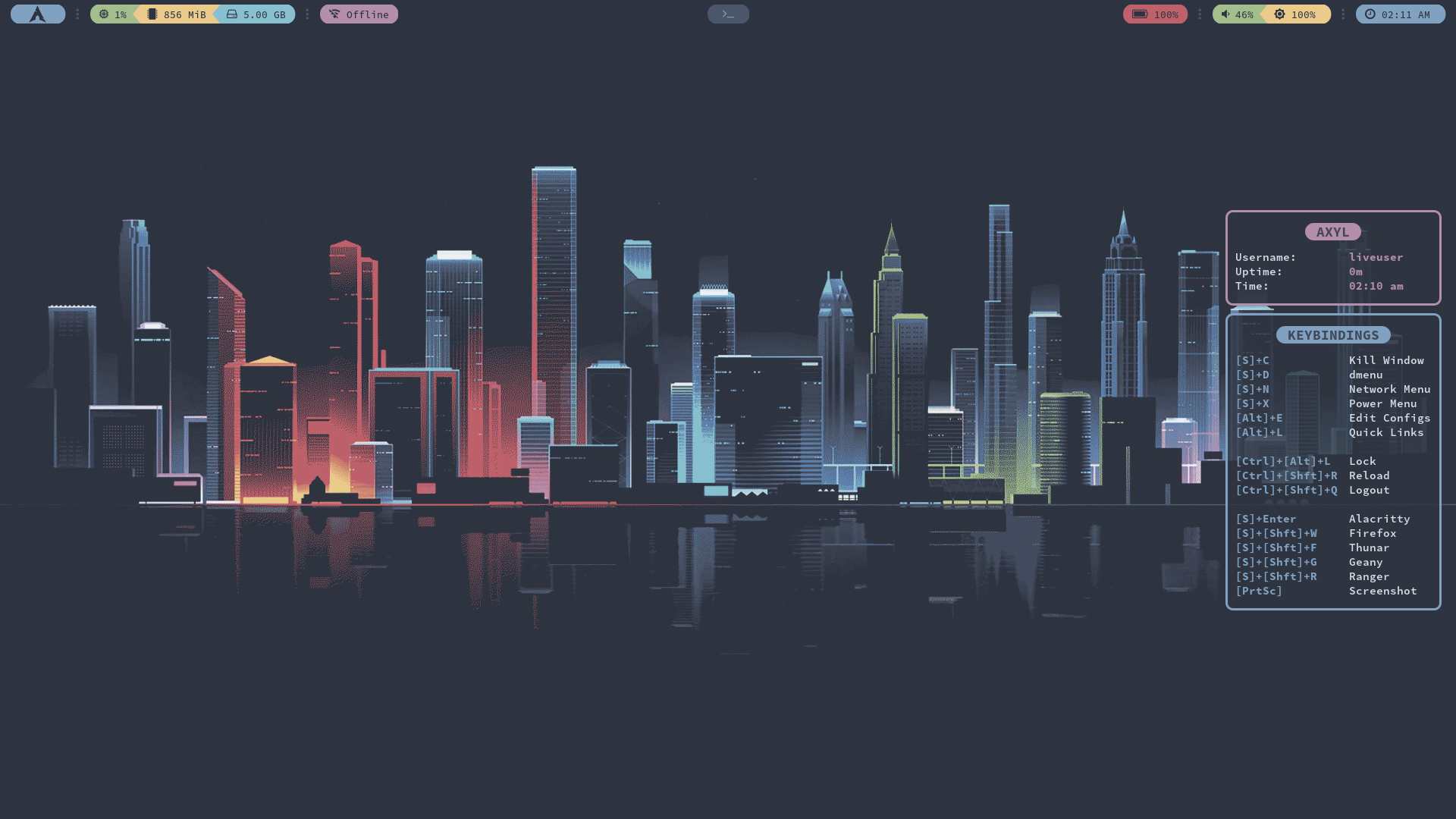
Axyl OS con i3wm
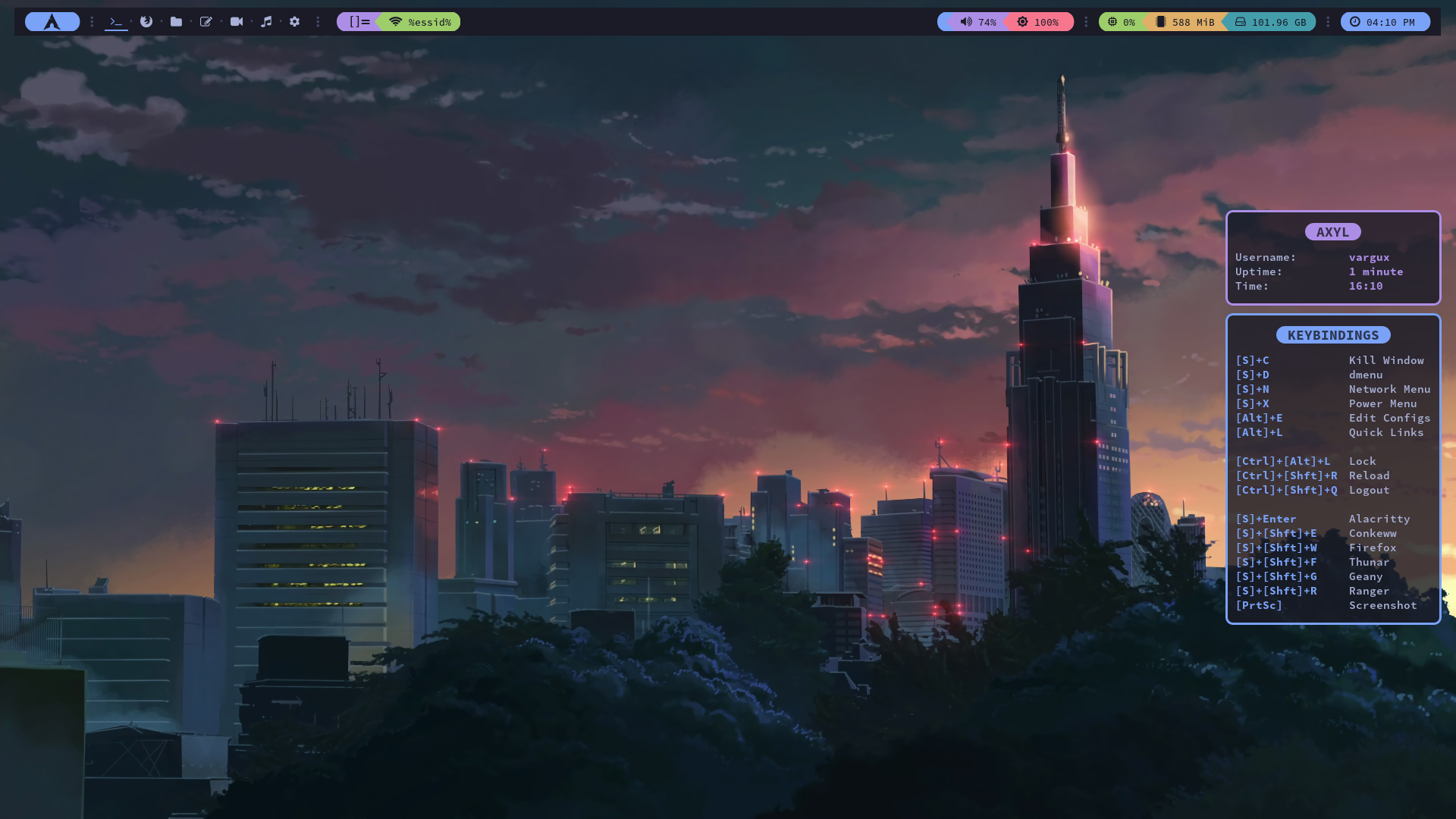
Axyl OS con bspwm.
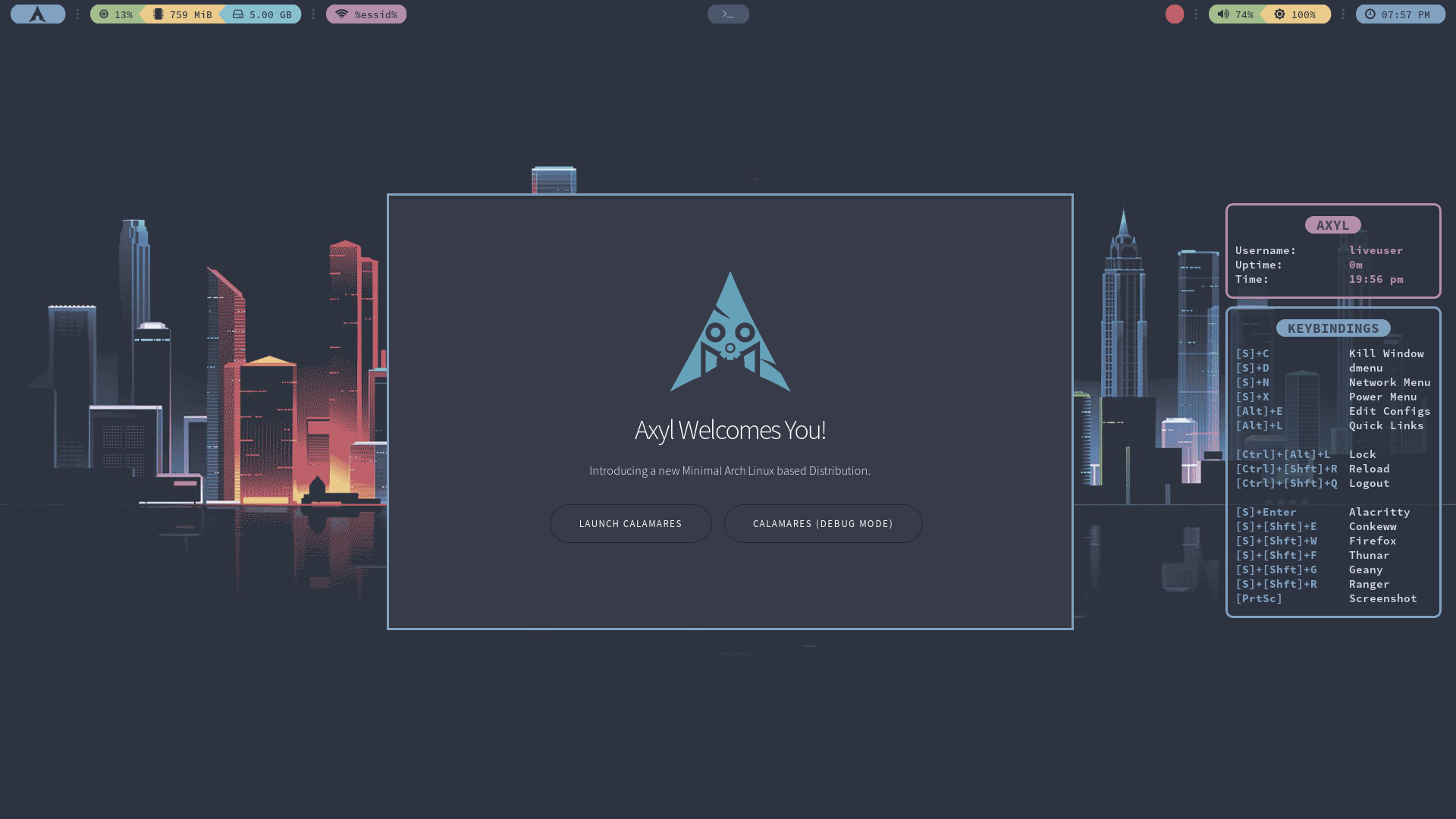
Axyl OS - Calamares - Instalador del sistema
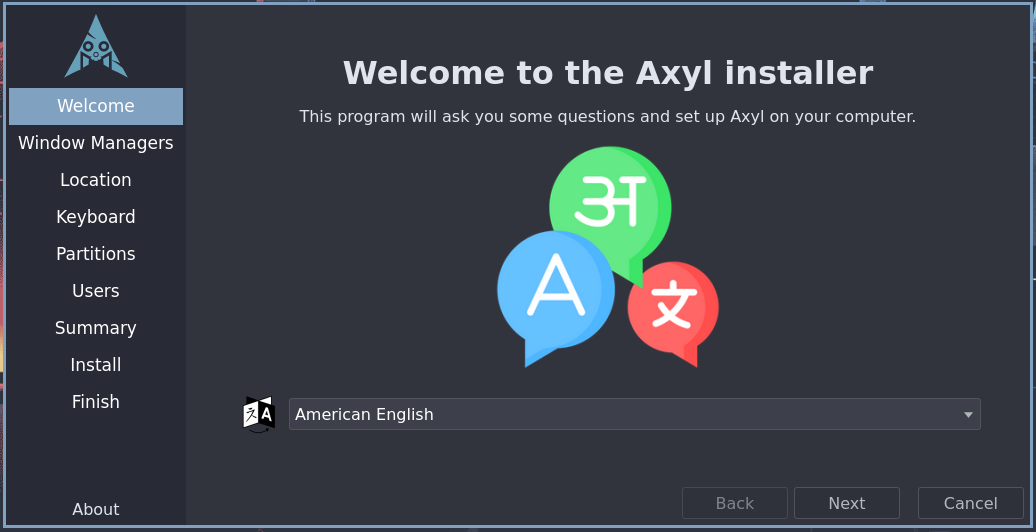
Dentro de Calamares, en Axyl OS
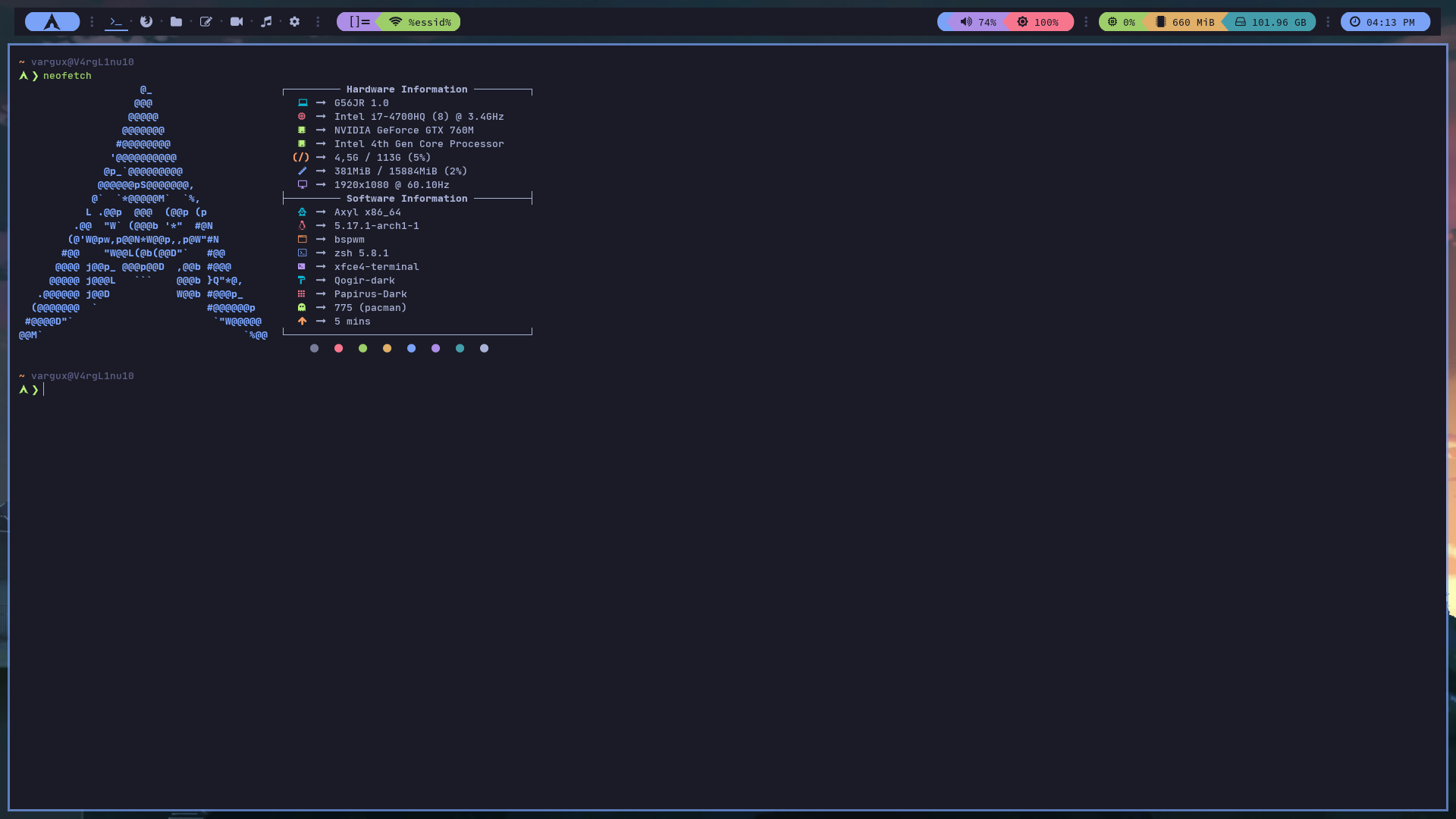
Axyl OS mostrando Neofetch

## Combinaciones de teclas
Axyl OS posee diversas combinaciones de teclas, dependiendo del gestor de ventanas usado:

### Combinaciones de teclas globales en Axyl OS[15]
- La tecla Super (S) corresponde a la tecla ⊞ Win o a la tecla ⌘ Cmd:

| Combinación de teclas | Símbolo de teclas        | Función                                                                       |
| --------------------- | ------------------------ | ----------------------------------------------------------------------------- |
| Ctrl + Shft + Q       | Ctrl+⇧ Mayús+Q           | Cerrar sesión                                                                 |
| Ctrl + Shft + R       | Ctrl+⇧ Mayús+R           | Recargar sesión actual                                                        |
| Super + [1..7]        | ⊞ Win+1...7)             | Cambia al espacio de trabajo 1 a 7. Super + 1... Va al escritorio 1...        |
| Super + X             | ⊞ Win+X)                 | Iniciar Powermenu (Menú de energía: Logout, Reboot, Shutdown, Suspend & Lock) |
| Super + Enter         | ⊞ Win+↵ Entrar           | Lanzar Terminal (xfce4-terminal)                                              |
| Super + C             | ⊞ Win+C                  | Cerrar/matar ventana (actual)                                                 |
| Super + D             | ⊞ Win+D                  | Lanzar dmenu                                                                  |
| Super + N             | ⊞ Win+N                  | Lanzar NetworkManager dmenu                                                   |
| Alt + E               | Alt+E                    | Iniciar Editar Configuraciones dmenu                                          |
| Alt + L               | Alt+L                    | Iniciar Enlaces rápidos dmenu                                                 |
| Ctrl + Alt + L        | Ctl+Alt+L                | Bloquear pantalla                                                             |
| Super + Shft + W      | ⊞ Win+⇧ Mayús+W          | Lanzar Firefox                                                                |
| Super + Shft + F      | ⊞ Win+⇧ Mayús+F          | Lanzar Thunar                                                                 |
| Super + Shft + R      | ⊞ Win+⇧ Mayús+R          | Iniciar Inicio rápido de Ranger                                               |
| PrtSc                 | PrtSc (imp pant pet sys) | Captura de pantalla                                                           |
| Ctrl + PtrSc          | Ctrl+PtrSc               | Captura de pantalla de la ventana activa                                      |
| Ctrl + Alt + PrtSc    | Ctrl+Alt+PrtSc           | Captura de pantalla del área seleccionada                                     |